# Orange Linjen
Orange Linjen var et dansk I/S bl.a. ejet af Rederiet A.H. Basse A/S som fra 4. oktober 1958 - september 1961, med passagertrafik mellem København (Kalkbrænderihavnen) - Malmø (Skeppsbron), samt kortvarigt også omkring weekenderne i sommeren 1961 mellem Kalkbrænderihavnen og Trelleborg, grundet nye toldregler fra 1. juni 1961.

## Skibe
- Rüstingen 1958 - 1959
- Orange Star ex. Uthlande 1958 - 1961
- Orange Moon 1959 - 1961
- Orange Sun 1959 - 1961